# I. e. 430
Évszázadok: i. e. 6. század – i. e. 5. század – i. e. 4. század
Évtizedek: i. e. 480-as évek – i. e. 470-es évek – i. e. 460-as évek – i. e. 450-es évek – i. e. 440-es évek – i. e. 430-as évek – i. e. 420-as évek – i. e. 410-es évek – i. e. 400-as évek – i. e. 390-es évek – i. e. 380-as évek
Évek: i. e. 435 – i. e. 434 – i. e. 433 – i. e. 432 –  i. e. 431 – i. e. 430 – i. e. 429 – i. e. 428 – i. e. 427 – i. e. 426 – i. e. 425

## Események
- augusztus 3-án a Földközi-tenger térségében napfogyatkozás volt.

- Római consulok: L. (vagy C.) Papirius Crassus és L. Iulius Lullus
- Tombol a pestis Athénban
- II. Arkhidamosz spártai király első hadjárata Attika ellen az peloponnészoszi háborúban.